# José Salomón Rondón
Salomón Rondón (Caracas, 1989. szeptember 16. –) venezuelai válogatott labdarúgó.

## Pályafutása
Salomón Rondón az Aragua FC csapatánál kezdett el játszani. 2008-ban leigazolta a Las Palmas. Október 5-én debütált a Deportivo Alavés elleni spanyol másodosztályú bajnoki mérkőzésen. Csapata azonban vereséget szenvedett. A szezon végén csapata utolsóként maradt benn a spanyol másodosztályban. Második szezonjában már alapember volt csapatában, ám a tabellán nem sikerült előre lépnie, és épphogy megúszta a kiesést. A szezon végén Rondón a Málagához igazolt. A spanyol bajnokságban a középmezőnyben végeztek. A Málaga 5 fordulót követően harmadik helyen állt a tabellán, amelyben fontos szerepet játszott Rondón is. A Getafe ellen a 94. percben mentett pontot csapatának.  A következő szezon csapata számára nagyszerűen sikerült. 58 pontot szerzett a Málaga CF, amellyel 4. helyet szerezte meg. A klub, házi gólkirály Rondón lett 11 góllal. A spanyol királykupában a nyolcaddöntőig jutottak, ahol a Real Madrid verte ki a kék-fehéreket. A Málagában több feltörekvő sztár, és idős játékos is játszott: Isco, Santi Cazorla, Ignacio Camacho, Jérémy Toulalan, Martín Demichelis, Nacho Monreal és Ruud van Nistelrooy. A szezon végén azonban távozott. A 2012-2013-as szezon orosz kupagyőztes Rubin Kazanyhoz igazolt. Csapatával az Európa Liga selejtezőt érő hatodik helyet szerezték meg. Hét góljával holtversenyben a 19. lett a góllövőlistán. Teljesítményével felkeltette a Zenit érdeklődését. 2014-ben leigazolta a szentpétervári csapat. Az itt eltöltött szezonjával több csapat érdeklődését is felkeltette. Végül klubrekordért, 12,0 millió euróért a West Brom szerződtette.